# Vale Flor, Carvalhal e Pai Penela
Vale Flor, Carvalhal e Pai Penela (llamada oficialmente União das Freguesias de Vale Flor, Carvalhal e Pai Penela) es una freguesia portuguesa del municipio de Mêda, distrito de Guarda.

## Historia
Fue creada el 28 de enero de 2013 en aplicación de una resolución de la Asamblea de la República de Portugal promulgada el 16 de enero de 2013 con la unión de las freguesias de Carvalhal, Pai Penela y Vale Flor, pasando su sede a estar situada en la antigua freguesia de Vale Flor.

## Demografía
| Gráfica de evolución demográfica de Vale Flor, Carvalhal e Pai Penela entre 2011 y 2021 |
|                                                                                         |
| Datos según el nomenclátor publicado por el INE portugués.                              |